# Reteporella aporosa
Reteporella aporosa är en mossdjursart som först beskrevs av Campbell Easter Waters 1895.  Reteporella aporosa ingår i släktet Reteporella och familjen Phidoloporidae. Inga underarter finns listade i Catalogue of Life.